# Josef Formánek (hudebník)
Josef Formánek, křtěný Josef (19. dubna 1844 Vrhaveč - 10. srpna 1925 Praha), byl český učitel, citerista, dudák a hudební skladatel.

## Život
Josef Formánek se narodil do mlynářské rodiny žijící ve Vrhavči u Týnce na Klatovsku, otci Františku Formánkovi a jeho ženě Aloisii rodem Reglerové z Klatov. Díky vlivu jeho otce, milovníka dud, se i jeho syn Josef začal zajímat o dudáckou tradici. Od svých dvanácti let se zajímal o hru na dudy, přednostně se však věnoval houslím. Širší hudební vzdělání získal na Učitelském ústavu v Českých Budějovicích, po absolutoriu působil krátce na měšťanské škole v Klatovech, později nastoupil do měšťanské školy ve Strakonicích, kde se stal později i jejím ředitelem. Zde se v září roku 1872 oženil s Annou Fišerevou a později se jim narodilo 9 dětí, prvorozená byla dcera Anna *24.9.1873-†1880, pak následovala Josefa *26.8.1874 a Marie *22.10.1875, dále pak syn František *1.4.1879, Aloisie *2.6.1881-†1882, Karel *3.11.1882-†1883, Jaroslav *15.2.1884, Ludvík *7.3.1885-†1885 a poslední byl syn Vojtěch *9.4.1886-†1886. Během svého působení ve Strakonicích zasednul za varhany tamního vzdělávacího spolku "Zvon". V roce 1871 koncertoval v Praze na Žofíně a v roce 1882 vedl sbor při prvním strakonickém provedení Strakonického dudáka.
V roce 1886 Josef Formánek ovdověl, ale přesto dál neúnavně sbíra lidové písně na Strakonicku a zaznamenal i ukázky dudácké hry. V roce 1892 nalezl pro své osiřelé děti novou matku Marii Hermanovou, v lednu se s ní oženil a s tohoto vztahu se narodili dvě děti, syn Jan *1892 a dcera Karolína *1900. V roce 1894 Formánek publikoval průkopnickou stať "Dudy ve službě písně národní".
V roce 1908 se svou rodinou odešel do Prahy, kde 10. srpna roku 1925 zemřel a 12. srpna byly jeho ostatky uloženy na Olšanech.
Josef Formánek skládal drobnější orchestrální a sborové skladby, vlastním nákladem vydal "Návod k polyfonní hře na citeru". Formánkův význam tkvěl především v jeho sběratelské činnosti, výsledkem které se dochovalo padesát osm rukopisných zápisů dudáckých písní.